# Lyttamorpha
Lyttamorpha is een geslacht van kevers uit de familie oliekevers (Meloidae).
Het geslacht is voor het eerst wetenschappelijk beschreven in 1959 door Kaszab.

## Soorten
Het geslacht omvat de volgende soorten:
- Lyttamorpha peruana Kaszab, 1978
- Lyttamorpha reichenbachii (Kirsch, 1866)